# درایور (بازی ویدئویی)
درایور یک بازی ویدئویی به سبک اکشن و رانندگی است که به عنوان اولین قسمت در مجموعه بازی‌های درایور به‌شمار می‌رود. این بازی توسط رفلکشنز اینتراکتیو ساخته شده و به‌وسیله جی‌تی اینتراکتیو برای کنسول پلی‌استیشن منتشر شده‌است. شخصیت اصلی بازی، جان تنر می‌باشد. این بازی در ۳۰ ژوئن ۱۹۹۹ در آمریکای شمالی، ۲ ژوئیه ۱۹۹۹ در اروپا و ۹ مارس ۲۰۰۰ در ژاپن عرضه شد.
این بازی که الهام‌گرفته از تعقیب‌وگریزهای ماشینی دهه ۷۰ فیلم‌هاست، به بازیکنان اجازه می‌دهد در چهار شهر   میامی، سانفرانسیسکو، لس‌آنجلس و نیویورک با انواع وسایل نقلیه رانندگی کنند. داستان بازی بر مأمور مخفی پلیس، جان تانر، متمرکز است که برای بررسی فعالیت‌های یک گروه تبهکار به آن‌ها نفوذ می‌کند، اما درمی‌یابد که رئیس این باند نقشه ترور رئیس‌جمهور ایالات متحده را کشیده است.
این بازی پس از انتشار به موفقیت تجاری چشمگیری دست یافت و نقدهای مثبتی از سوی منتقدان دریافت کرد. نسخه‌های مایکروسافت ویندوز و مک در تاریخ‌های ۱ اکتبر ۱۹۹۹ و دسامبر ۲۰۰۰ منتشر شدند. یک بازسازی برای گیم‌بوی کالر که توسط کرافیش اینتراکتیو توسعه یافته و اینفوگرامز منتشر شده بود، در مه ۲۰۰۰ عرضه شد. همچنین نسخه‌های آی‌او‌اس و پالم‌پری که توسط گیم‌لافت توسعه و منتشر شده بودند، در ۸ دسامبر ۲۰۰۹ روانه بازار شدند. این بازی مجدداً در ۱۴ اکتبر ۲۰۰۸ بر روی پلی‌استیشن نتورک منتشر شد.
موفقیت این بازی منجر به ساخت دنباله‌های دیگری از جمله درایور ۲ در نوامبر ۲۰۰۰ و درایور ۳ در ژوئن ۲۰۰۴ شد. هر یک از این نسخه‌ها با اضافه کردن ویژگی‌های جدید و گسترش محیط بازی، تجربه‌ای غنی‌تر را در اختیار طرفداران قرار دادند.

## گیم‌پلی
بازی در چهار شهر مختلف اتفاق می‌افتد: میامی، سانفرانسیسکو، لس‌آنجلس و نیویورک - که هر کدام تا حدی از نقشه واقعی شهرها الهام گرفته‌اند. یک شهر پنجم به نام نیوکاسل (محل استقرار استودیوی ریفلکشنز اینتراکتیو) به عنوان محتوای قابل باز شدن در نسخه PC از طریق پیشرفت در بازی و در نسخه پلی‌استیشن با استفاده از کدهای تقلب در دسترس قرار می‌گیرد، اما هیچ مأموریتی در آن وجود ندارد و محدوده بازی در این شهر کوچک است.
در زمان انتشار این بازی به دلیل امکان کاوش آزادانه هر شهر به عنوان یک محیط جهان باز، مورد توجه قرار گرفت. بازی درایور اغلب با سری GTA مقایسه شده است. همچنین تشابهات موضوعی قابل توجهی با فیلم سینمایی "راننده" (۱۹۷۸) محصول قرن بیستم فاکس دارد.

## داستان
کارآگاه نیویورکی و راننده سابق مسابقات، جان تانر، توسط ستوان مکنزی برای نفوذ به باند خلافکار کاستالدی اعزام می‌شود. تانر به میامی می‌رود تا با فردی به نام روفوس که یک دلال است ملاقات کند. او با نمایش مهارت‌های رانندگی خود در یک پارکینگ، توجه گانگسترها را جلب کرده و به عنوان راننده فرار آنها استخدام می‌شود.
تانر مأموریت‌های مختلفی را برای خلافکاران انجام می‌دهد تا اینکه با روفوس ملاقات می‌کند. روفوس از او می‌خواهد ژان پل، یکی از همدستانش را نجات دهد. بعدها روفوس توسط دوست دخترش جسی به ضرب گلوله کشته می‌شود و تانر او را دستگیر می‌کند. جسی فاش می‌کند که ژان پل اکنون در سانفرانسیسکو است.
تانر به سانفرانسیسکو می‌رود و بالاخره با کاستالدی ملاقات می‌کند و مستقیماً برای او کار می‌کند. او همچنین راستی اسلیتر، رقیب سابق مسابقاتش را می‌بیند که او هم برای کاستالدی کار می‌کند. تانر از یک خبرچین محلی به نام موجو می‌شنود که کاستالدی با مردی به نام دان هنکاک که نامزد ریاست جمهوری است همکاری می‌کند. او مشکوک می‌شود که اسلیتر جاسوسی او را می‌کند و در یک تعقیب و گریز، ماشین اسلیتر را تصادف می‌دهد که منجر به دستگیری او می‌شود.
باند کاستالدی به لس آنجلس نقل مکان می‌کند، جایی که کاستالدی قصد ترور مأمور اف بی آی بیل مادوکس را دارد. تانر به لچ، یکی از همکاران پلیسی‌اش می‌گوید مطمئن شود مادوکس حاضر شود وگرنه نقشه او افشا می‌شود. ترور ناموفق است و پلیس به گانگسترها کمین می‌زند و تانر مجبور می‌شود آنها را به جای امنی برساند. او گانگسترهای مشکوک را متقاعد می‌کند که اسلیتر به پلیس درباره نقشه ترور گفته است. لچ بعداً به تانر می‌گوید که مکنزی اخیراً با مارکوس وان، مأمور اف بی آی ملاقات کرده که تانر متوجه می‌شود با کاستالدی و هنکاک همکاری می‌کند.
سپس باند به نیویورک می‌رود، جایی که کاستالدی قصد ترور یک چهره مهم را دارد. لچ به تانر می‌گوید که هنکاک به چند نفر در اف بی آی رشوه داده و مکنزی نگران لو رفتن تانر است و می‌خواهد او از مأموریت خارج شود. اما تانر اصرار دارد که به نفوذ خود ادامه دهد تا نقشه کاستالدی را کشف کند.
در نهایت تانر متوجه می‌شود که کاستالدی قصد ترور رئیس جمهور ایالات متحده را دارد و تانر مأمور می‌شود ماشین رئیس جمهور را براند. اما او به جای اجرای دستورات، رئیس جمهور را به جای امنی می‌رساند. مکنزی سپس می‌رسد و به تانر می‌گوید که کاستالدی و تمام همدستانش از جمله هنکاک و وان دستگیر شده‌اند و به تانر پیشنهاد می‌کند به اداره پلیس بازگردد. اما تانر که مشکوک است پلیس و اف بی آی با کاستالدی همدست بوده‌اند، پیشنهاد مکنزی را نادیده می‌گیرد و صحنه را ترک می‌کند.

## توسعه بازی
مارتین ادموندسون، خالق این مجموعه، از اولین فیلمی که در سینما دیده بود یعنی فیلم جنایی "راننده" محصول ۱۹۷۸ الهام گرفت. مرحله معروف پارکینگ در بازی که بازیکن باید مانورهای دشوار رانندگی مانند ترمز دستی و حرکت مارپیچ را انجام دهد، مستقیماً از صحنه‌ای در این فیلم الهام گرفته شده بود. سختی این مرحله برای بسیاری از بازیکنان چالش‌برانگیز بود.
ایده تخریب خودروها در بازی از خاطرات کودکی ادموندسون هنگام تماشای مسابقات تخریب و دربی شکل گرفت. او از دیدن خودروهای له شده و فلزات پیچ خورده پس از این مسابقات الهام می‌گرفت. تیم توسعه برای ایجاد صدای واقعی تصادفات، به یک گورستان خودرو رفتند و با استفاده از یک بیل مکانیکی بزرگ، خودروها را روی هم می‌انداختند تا صدای برخورد را ضبط کنند.
بر اساس گزارش مجله اسپانیایی Magazine 64، در سال ۱۹۹۹ تست‌های اولیه برای نسخه نینتندو ۶۴ انجام شد، اما این نسخه هرگز منتشر نشد. در سال ۲۰۰۹، نسخه بازسازی شده بازی برای پلتفرم‌های موبایل عرضه شد. این نسخه که توسط گیم‌لافت توسعه یافت، ساختار اصلی بازی را حفظ کرد اما گرافیک را ارتقا داد، موسیقی را بازسازی کرد و دیالوگ‌های صحنه‌های سینمایی را دوباره ضبط نمود.
در طول فرآیند توسعه، تیم با چالش‌های فنی متعددی روبرو بود. محدودیت‌های سخت‌افزاری کنسول‌های آن زمان، نیاز به ایجاد تعادل بین واقع‌گرایی رانندگی و جنبه سرگرم‌کننده بازی، و طراحی شهرهای بزرگ با جزئیات کافی با وجود محدودیت‌های حافظه از جمله این چالش‌ها بودند. با این حال، بازی با نوآوری‌های خود در زمینه گیم‌پلی و دنیای باز، الهام‌بخش بسیاری از بازی‌های رانندگی بعدی شد.